# 조재의, 조재미 쌍효자비
조재의, 조재미 쌍효자비는 충청북도 충주시 대소원면에 있는 조선시대의 효자각이다. 2003년 9월 22일 충주시의 향토유적 제12호로 지정되었다.